# Wellenstein
Wellenstein é uma comuna do Luxemburgo, pertence ao distrito de Grevenmacher e ao cantão de Remich.

## Demografia
Dados do censo de 15 de fevereiro de 2001:
- população total: 1.266
  - homens: 615
  - mulheres: 651
- densidade: 170,62 hab./km²
- distribuição por nacionalidade:

| Nacionalidade  | População | %      |
| -------------- | --------- | ------ |
| luxemburgueses | 882       | 69,67% |
| estrangeiros   | 384       | 30,33% |
| - portugueses  | 202       | 15,96% |
| - franceses    | 29        | 2,29%  |
| - italianos    | 22        | 1,74%  |
| - belgas       | 20        | 1,58%  |
| - alemães      | 44        | 3,48%  |
| - iuguslavos   | 15        | 1,18%  |
| - outros       | 52        | 4,11%  |

- Crescimento populacional:

| Ano        | População |
| ---------- | --------- |
| 15/02/2001 | 1.266     |
| 01/01/2002 | 1.293     |
| 01/01/2003 | 1.296     |
| 01/01/2004 | 1.268     |
| 01/01/2005 | 1.297     |